# Видал, Гор
Ю́джин Лю́тер Гор Ви́дал (англ. Eugene Luther Gore Vidal; 3 октября 1925 года, Уэст-Пойнт, США — 31 июля 2012 года, Голливуд-Хилс, США) — американский писатель, эссеист, кино- и театральный драматург, признанный классик американской литературы второй половины XX века. Заметная фигура культурной и политической жизни США на протяжении последних шестидесяти лет.

## Биография
Родился 3 октября 1925 года в городе Уэст-Пойнт (штат Нью-Йорк, США) в семье авиаинструктора военной академии Юджина Лютера Видала, впоследствии ставшего основателем авиакомпании «TWA». При рождении был ошибочно записан как Юджин Луис Видал, поскольку его отец «не помнил точно, как пишется его собственное имя: Юджин Луис или Юджин Лютер». Впоследствии писатель стал использовать в качестве имени фамилию своего деда по материнской линии Томаса Прайора Гора, сенатора от Демократической партии в Оклахоме. Со стороны отчима его родственницей являлась Жаклин Кеннеди. Некоторое время Гора Видала ошибочно считали родственником современного политика-демократа Альберта Гора.
Детские и юношеские годы будущий писатель провёл в Вашингтоне. Видал посещал школы в Нью-Мексико и Вашингтоне. Затем Видал продолжил образование в престижной Академии Филлипса в Эксетере (штат Нью-Гэмпшир). Окончив Академию в 1943 году, Гор Видал был призван в резерв Армии США. Его служба проходила на флоте в Беринговом море. Армейские впечатления легли в основу дебютного романа писателя «Уилливо» (1946), озаглавленного по названию ураганного арктического ветра уилливо, сводящего с ума матросов, героев книги. После успеха своей первой книги Гор Видал предпринял путешествие в Гватемалу и Европу.
Публикация романа «В жёлтом лесу» (1947) осталась почти незамеченной. Однако третья книга Гора Видала «Город и столп» (1948) произвела фурор. Писатель одним из первых в американской литературе обратился к теме гомосексуальности. Авторская смелость была встречена неоднозначно, например, газета The New York Times на несколько лет отказалась рецензировать книги писателя.
Именно после публикации романа «Город и столп» Видала стали воспринимать как одного из самых первых и бескомпромиссных защитников сексуальной свободы. Его книга «Разговор о сексе. Собрание произведений о сексе» представляет собой сборник из эссе на литературные темы и темы культуры, в котором представлены его взгляды, а также его общественная кампания, направленная на ниспровержение традиционных американских взглядов на секс. В книге он сосредоточился на антисексуальном наследии христианства, иррациональных и разрушительных законах, касающихся секса, феминизма, гетеросексизма, гомофобии, борьбы сексуальных меньшинств за свои права и т. д. В эссе он часто возвращается к мотиву своей главной идеи, а именно изменяемости сексуальной идентичности. Видал утверждает, что, «наши представления о том, что является правильным сексуальным поведением, обычно основаны на религиозных текстах, тексты же неизменно интерпретируются правителями для того, чтобы контролировать своих подчиненных».
Последующие романы Видала в 1950-х оказались неудачными. Он даже выпустил без особого успеха несколько детективов под псевдонимом Эдгар Бокс (Edgar Box). В 1950 году Видал возвращается в Нью-Йорк и пишет пьесы. Первая его пьеса с антивоенной тематикой, «Визит на малую планету», была поставлена около 400 раз. В драме «Самый достойный» (1960) Видал критикует мир политики, а также мир обывателей, погрязших в лицемерии и махинациях.
В 1950-е и 1960-е годы Гор Видал пишет в основном пьесы, которые также были переведены и на русский язык. Среди его романов выделяются исторические саги: «Вице-президент Бэрр», «Линкольн», «1876», «Империя», «Голливуд» и «Вашингтон, округ Колумбия», в том числе и из античной истории — «Император Юлиан» (1964), «Сотворение мира» (1981).
Однако при всей популярности исторических романов Видала его самым нашумевшим произведением стал сатирический, с оттенком откровенной скандальности, роман о современной Америке «Майра Брекенридж» (1968). Автор высмеивает в нём все явления американского общества, даже такие его идеалы, как американская мечта. В книге разрушаются барьеры и табу на волне «сексуальной революции». В 1974 вышло продолжение книги — «Майрон».
В 1992 году Видал написал «Репортаж с Голгофы. Евангелие от Гора Видала», содержащее отличное от традиционного истолкование корней христианства. В 1995 году он опубликовал автобиографию под названием «Палимпсест. Мемуары». В 1997 году сыграл роль руководителя центра по подготовке астронавтов в фантастическом триллере «Гаттака».
Гор Видал на протяжении шестидесяти лет блистал своим остроумием, эрудицией и неподражаемым голосом как в многочисленных интервью, так и в своих произведениях, в которых он высказывал мнение по широкому ряду вопросов на социополитические, сексуальные, исторические и литературные темы. В 1993 году он получил Национальную книжную премию за эссе «Соединённые Штаты (1952—1992)».
В 2000 году Видал опубликовал сборник эссе под названием «Последняя империя». С тех пор он издал такие произведения, как «Почему нас ненавидят? Бесконечная война для бесконечного мира», «Полная сновидений война: кровь ради нефти и хунты Чейни-Буша», и «Имперская Америка». Как уже можно судить по названиям произведений, они содержат серьёзную и резкую критику, а также анализ американского экспансионизма, военного-индустриального комплекса, ЦРУ и актуальной администрации.
В последние 20 лет Видал попеременно жил в США и Италии, часто путешествуя из одной страны в другую. В 2003 году он приобрёл виллу в Равелло (Италия), хотя его основным местом жительства остался Лос-Анджелес. Видалу на протяжении всей его жизни приписывали многочисленные гомосексуальные связи (среди прочих, с писателем Джеком Керуаком). В феврале 2005 года скончался Ховард Остен (англ. Howard Austen), с которым Видал прожил 55 лет.
В 2006 году Видал был удостоен французского Ордена искусств и словесности. В апреле 2009 года принял приглашение стать почётным президентом Американской гуманистической ассоциации на место покойного Курта Воннегута.
Умер 31 июля 2012 года в Лос-Анджелесе от осложнений после пневмонии.

## Политические взгляды и деятельность

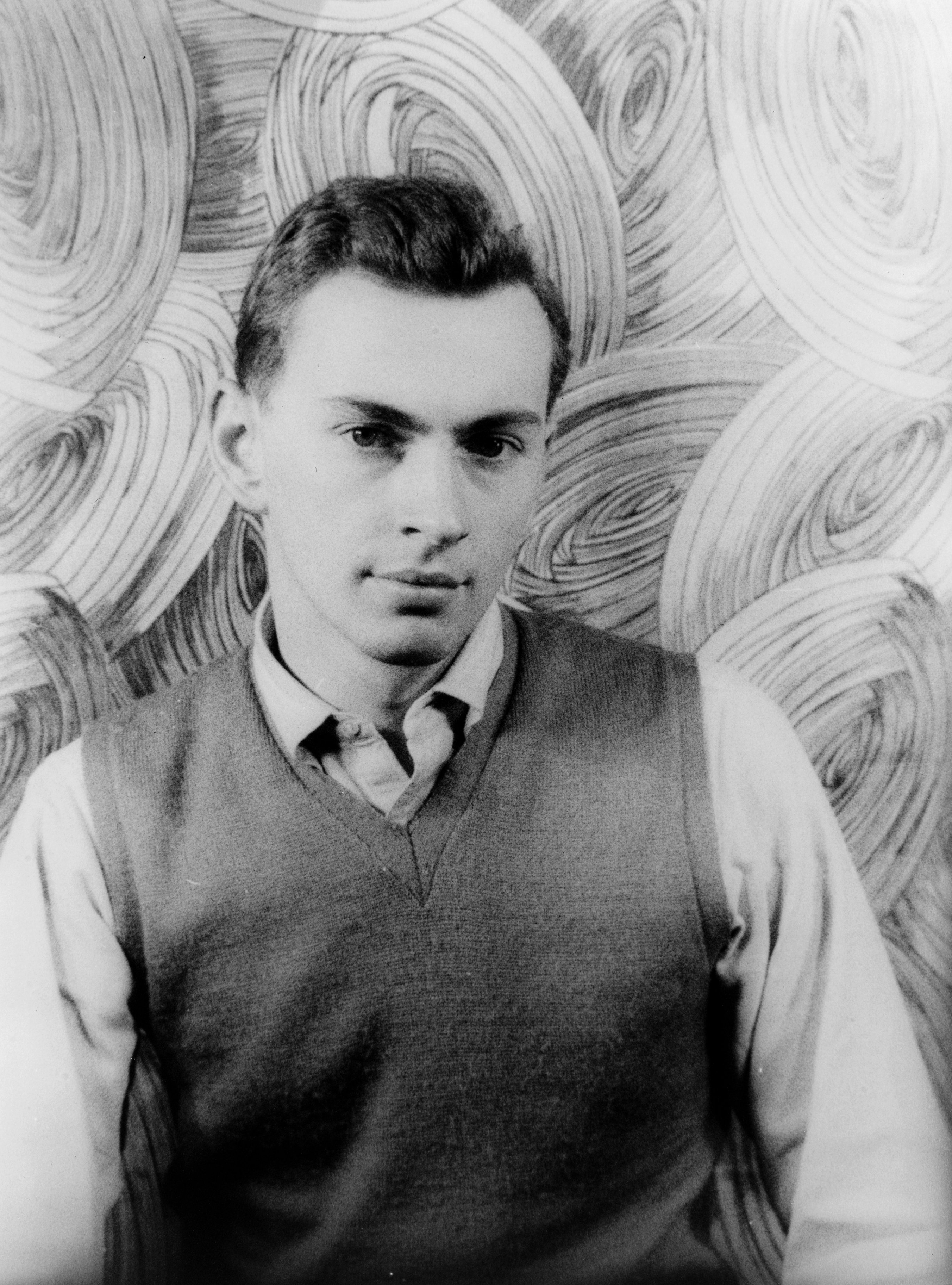
Гор Видал, 1948 год

В 1960 году Гор Видал безуспешно баллотировался в Палату представителей США от демократов. В 1970 году он был одним из основателей и руководителей Народной партии. В 1982 году он участвовал в выборах в сенат от Калифорнии и в первом туре выборов занял второе место. Он высказывался в поддержку леволиберальных кандидатов на президентских выборах, поддержав возможные кандидатуры Ральфа Нейдера в 1972 году и Денниса Кучинича в 2009 году (одновременно он выступил жёстким противником Джерри Брауна на праймериз Демократической партии в 1982 году).
Вместе с тем, Видал является последовательным критиком политической системы США, которые он уже давно окрестил полицейским государством, где демократы и республиканцы борются за интересы концернов, а средства массовой информации являются лишь их инструментом. В 1970-х он писал:

В США существует только одна партия — партия имущих,… имеющая два крыла: республиканское и демократическое. Республиканцы тупее, коснее и более догматичны в своей поддержке неограниченного (laissez-faire) капитализма, чем демократы — те симпатичнее, приятнее и чуточку коррумпированнее (по крайней мере, до недавнего времени) и скорее, чем республиканцы, готовы делать мелкие уступки, когда бедные, чёрные и антиимпериалисты выходят из-под контроля. Но, по сути, между двумя партиями различий нет.
Оригинальный текст (англ.)There is only one party in the United States, the Property Party...and it has two right wings: Republican and Democrat. Republicans are a bit stupider, more rigid, more doctrinaire in their laissez-faire capitalism than the Democrats, who are cuter, prettier, a bit more corrupt—until recently... and more willing than the Republicans to make small adjustments when the poor, the black, the anti-imperialists get out of hand. But, essentially, there is no difference between the two parties.

В 1968 году разгорелся крупный политический скандал, когда Гор Видал и правоконсервативный обозреватель Уильям Бакли в эфире ABC News обменялись взаимными оскорблениями. Видал, возмущённый тем, что его оппонент обозвал участников антивоенных протестов, жестоко подавленных полицией во время съезда Демократической партии в Чикаго (а именно новых левых активистов, державших вьетконговский флаг), «пронацистскими» демонстрантами, объявил, что Бакли сам «про-криптонацист», на что тот пригрозил Видалу физически дать сдачи, в придачу назвав «голубым» (queer).
В 1997 году, наряду с другими известными актёрами и руководителями Голливуда, Гор Видал подписал открытое письмо немецкому канцлеру Гельмуту Колю, опубликованное в газете International Herald Tribune, в котором заявлялось о недопустимости ущемления религиозных прав последователей саентологии в Германии.
В 2003—2004 годах Видал участвовал в демонстрациях против войны в Ираке. Он также входил в консультативный совет «The World Can’t Wait» — левой организации, считающей, что администрация Буша-младшего должна быть осуждена международным трибуналом за военные преступления.
Гор Видал был одним из пяти человек, которым известный террорист Тимоти Маквей разрешил присутствовать при своей казни. Писатель и Маквей до этого долгое время переписывались. Видал критиковал расправу ФБР над группой сектантов, которая, по словам Маквея, толкнула его на совершение террористического акта.
Видал неоднократно резко критически высказывался о республиканских президентах США Ричарде Никсоне, Рональде Рейгане, обоих Бушах и был невысокого мнения об их коллегах-демократах Линдоне Джонсоне, Джимми Картере и Билле Клинтоне. Поддерживая Барака Обаму и считая его образованнее и умнее Джона Кеннеди, называл его «некомпетентным» и «ребёнком».

## Библиография

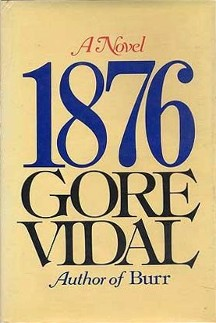
Исторический роман Видала 1876 (роман) (1976)

### Документальная проза
- Rocking the Boat (1963)
- Reflections Upon a Sinking Ship (1969)
- Секс, смерть и деньги / Sex, Death and Money (1969)
- Homage to Daniel Shays (1973)
- Matters of Fact and of Fiction (1977)
- Вторая американская революция / The Second American Revolution (1982)
- Армагеддон? / Armageddon? (1987) (UK only)
- К дому / At Home (1988)
- A View From The Diner’s Club (1991) (UK only)
- Screening History (1992)
- Закат и падение Американской империи / Decline and Fall of the American Empire (1992)
- Соединённые Штаты: эссе 1952—1992 / United States: essays 1952—1992 (1993)
- Палимпсест: воспоминания / Palimpsest: a memoir (1995)
- Виргинские острова / Virgin Islands (1997) (UK only)
- The American Presidency (1998)
- Sexually Speaking: Collected Sex Writings (1999)
- Последняя империя: эссе 1992—2000 / The Last Empire: essays 1992—2000 (2001)
- Вечная война ради вечного мира или Почему нас все ненавидят / Perpetual War for Perpetual Peace or How We Came To Be So Hated (2002)
- Сонная война: Кровь ради нефти и хунта Чейни — Буша / Dreaming War: Blood for Oil and the Cheney-Bush Junta (2002)
- Inventing a Nation: Washington, Adams, Jefferson (2003)
- Imperial America: Reflections on the United States of Amnesia (2004)
- Point to Point Navigation : A Memoir (2006)

### Пьесы
- Визит на малую планету / Visit to a Small Planet (1957)
- Самый достойный / The Best Man (1960)
- On the March to the Sea (1960—1961, 2004)
- Ромул / Romulus (перевод пьесы Фридриха Дюрренматта) (1962)
- Выходные / Weekend (1968)
- Drawing Room Comedy (1970)
- An evening with Richard Nixon (1970)
- On the March to the Sea (2005)

### Романы
- Уилливо / Williwaw (1946)
- В жёлтом лесу / In a Yellow Wood (1947); назван по строчке из стихотворения Роберта Фроста «Другая дорога»
- Город и столп / The City and the Pillar (1948, рус. перевод 2003)
- The Season of Comfort (1949)
- A Search for the King (1950)
- Dark Green, Bright Red (1950)
- Суд Париса / The Judgment of Paris (1953)
- Мессия / Messiah (1955)
- A Thirsty Evil (1956) (рассказы)
- Юлиан Отступник / Julian (1964, рус. перевод 1994)
- Вашингтон, округ Колумбия / Washington, D.C. (1967, рус. перевод 1989)
- Майра Брекинридж / Myra Breckinridge (1968, рус. перевод 2002)
- Две сестры / Two Sisters (1970)
- Вице-президент Бэрр / Burr (1973, рус. перевод 1977)
- Майрон / Myron (1975, рус. перевод 2002)
- 1876 / 1876 (1976, рус. перевод 1986)
- Калки / Kalki (1978, рус. перевод 2000)
- Сотворение мира / Creation (1981, рус. перевод 1999)
- Duluth (1983)
- Линкольн / Lincoln (1984)
- Империя / Empire (1987, рус. перевод 1999)
- Голливуд / Hollywood (1989)
- Репортаж с Голгофы: Евангелие от Гора Видала / Live from Golgotha: the Gospel according to Gore Vidal (1992)
- Смитсоновский институт / The Smithsonian Institution (1998)
- Золотой век / The Golden Age (2000)
- Тучи и Затмения: Сборник коротких рассказов / Clouds and Eclipses : The Collected Short Stories (2006) (рассказы)
- Вице-президент Бэрр; Линкольн; 1876; Вашингтон, округ Колумбия — тетралогия

### Под псевдонимом
- A Star’s Progress (aka Cry Shame!) (1950) (как Кэтрин Эверард)
- Thieves Fall Out (1953) (как Кэмерон Кэй)
- Death Before Bedtime (1953) (как Эдгар Бокс)
- Death in the Fifth Position (1954) (как Эдгар Бокс)
- Death Likes It Hot (1954) (как Эдгар Бокс)